# Сучу-де-Сус (комуна)
Сучу-де-Сус (рум. Suciu de Sus) — комуна у повіті Марамуреш в Румунії. До складу комуни входять такі села (дані про населення за 2002 рік):
- Ларга (378 осіб)
- Сучу-де-Жос (1158 осіб)
- Сучу-де-Сус (2562 особи) — адміністративний центр комуни

Комуна розташована на відстані 368 км на північний захід від Бухареста, 43 км на південний схід від Бая-Маре, 80 км на північний схід від Клуж-Напоки.

## Населення
За даними перепису населення 2002 року у комуні проживали 6222 особи.
Національний склад населення комуни:
| Національність | Кількість осіб | Відсоток |
| -------------- | -------------- | -------- |
| румуни         | 5979           | 96,1%    |
| угорці         | 145            | 2,3%     |
| цигани         | 97             | 1,6%     |
| українці       | 1              | < 0,1%   |

Рідною мовою назвали:
| Мова       | Кількість осіб | Відсоток |
| ---------- | -------------- | -------- |
| румунська  | 6099           | 98,0%    |
| угорська   | 122            | 2,0%     |
| українська | 1              | < 0,1%   |

Склад населення комуни за віросповіданням:
| Релігія        | Кількість осіб | Відсоток |
| -------------- | -------------- | -------- |
| православні    | 5719           | 91,9%    |
| греко-католики | 205            | 3,3%     |
| римо-католики  | 162            | 2,6%     |
| п'ятдесятники  | 126            | 2,0%     |
| реформати      | 4              | 0,1%     |
| атеїсти        | 1              | < 0,1%   |